# Manantenina
Koordinaten: 24° 17′ S, 47° 19′ O
Manantenina ist ein Ort im Südosten Madagaskars und Sitz der gleichnamigen Landgemeinde (Commune rural). Der Ort liegt in der Region Anosy, etwa 120 km nördlich der Stadt Tolagnaro in unmittelbarer Küstennähe.

## Geographie und Vegetation
Der Ort liegt am Südufer des Flusses Manampanihy auf 21 Meter über Meereshöhe und etwa 3 Kilometer westlich der Küste des Indischen Ozeans. Der nur wenige Kilometer breite, durch Dünen geprägten Küstensaum, enthält eine reiche Flora mit Kannenpflanzen. Weiter im Landesinneren steigt das Gelände nach Westen allmählich auf 60–80 Meter an und bildet eine 8 bis 14 km breite Verebnungsfläche, die ursprünglich von Wald bestanden war. Heute ist der Wald fast vollständig durch illegale Brandrodung verschwunden, an seine Stelle trat eine Savanne mit Ravenala und verschiedenen Grasarten.

## Bevölkerung und Wirtschaft
Die Bevölkerung gehört überwiegend zum Stamm (Foko) der Antanosy. Beim letzten Zensus 2001 wurden 18.905 Einwohner gezählt, das jährliche Bevölkerungswachstum liegt bei 2,9 %. Haupterwerbszweige sind die Fischerei (50 %), Ackerbau (35 %) und Viehzucht (10 %). Die wichtigsten Anbauprodukte sind Maniok, Reis und Süßkartoffeln. Während der ersten Dekade des 21. Jahrhunderts waren der Ort und die umliegenden Dörfer mehrfach von Zyklonen und Missernten betroffen, was zu einer akuten Unterernährung der Bevölkerung geführt hat.

## Infrastruktur
Der Ort wird über die nicht asphaltierte Nationalstraße 12a mit der Hauptstadt der Region Tolagnaro verbunden. Es existiert ein Postamt, ein einfach ausgestattetes Hospital (Centre de Santé de Base II) sowie eine Sekundar- und mehrere Primarschulen.

## Bauxit
Auf dem Gebiet der Gemeinde wurde vom Geologischen Dienst Madagaskars (Service Géologique) 1961 Bauxit entdeckt. Dieses Bauxitvorkommen ist auf einer 25 bis 60 Meter über dem Meeresspiegel liegenden Verebnungsfläche entwickelt, deren Untergrund von aluminiumreichen Gneisen gebildet wird. In den frühen 1970er Jahren wurden umfangreiche Bohrarbeiten durchgeführt; es konnten bis zum Jahre 1973 165 Millionen Tonnen Erz nachgewiesen werden. Nachdem die Lagerstätte mehrere Jahrzehnte von internationalen Aluminiumproduzenten unbeachtet geblieben war, unterzeichnete Rio Tinto Alcan Ende 2006 ein Abkommen mit einer madagassischen Firma zur gemeinsamen Förderung des Erzes und zur Errichtung einer Aluminiumraffinerie.

## Bildergalerie

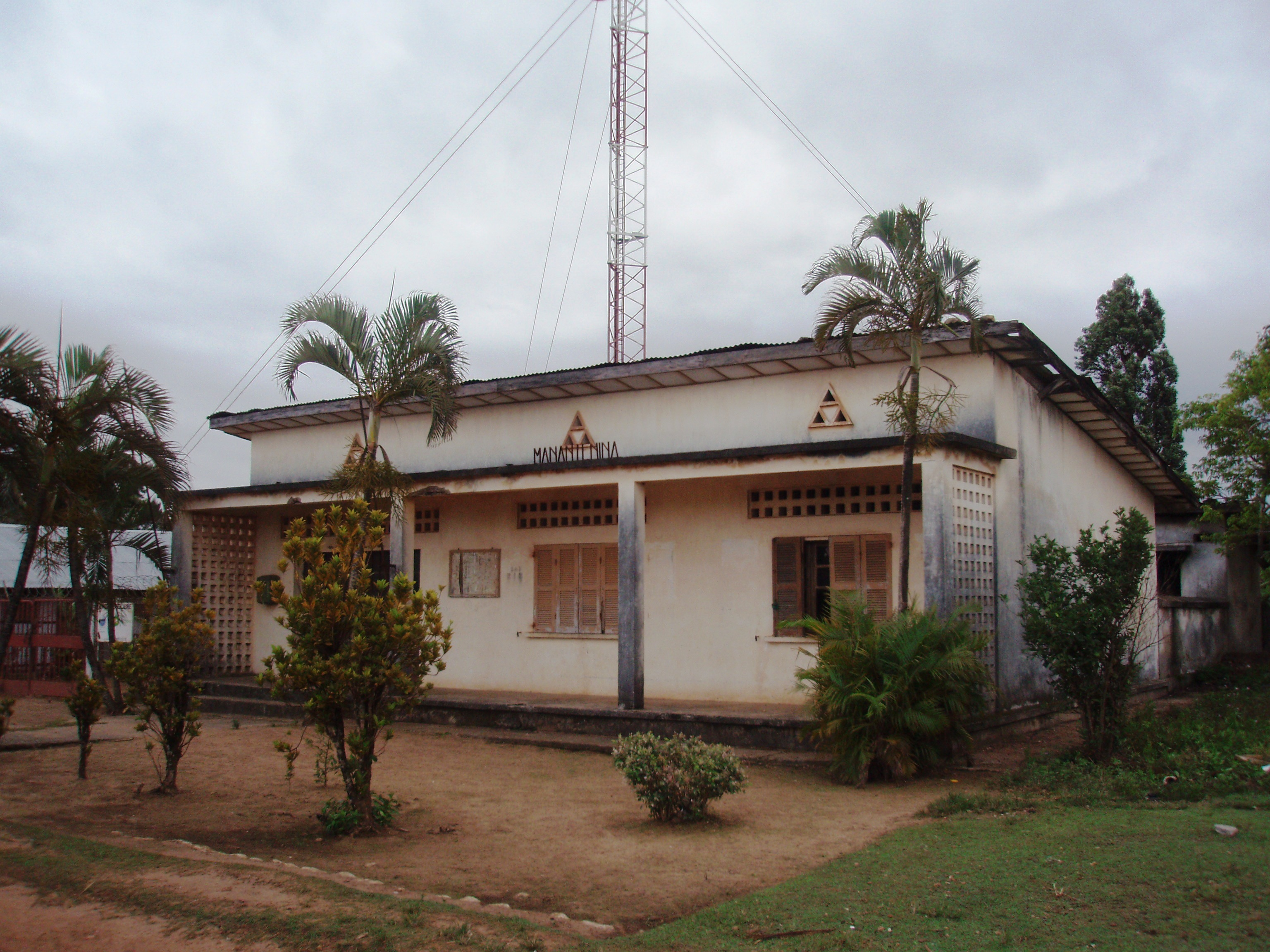
Postamt in Manantenina
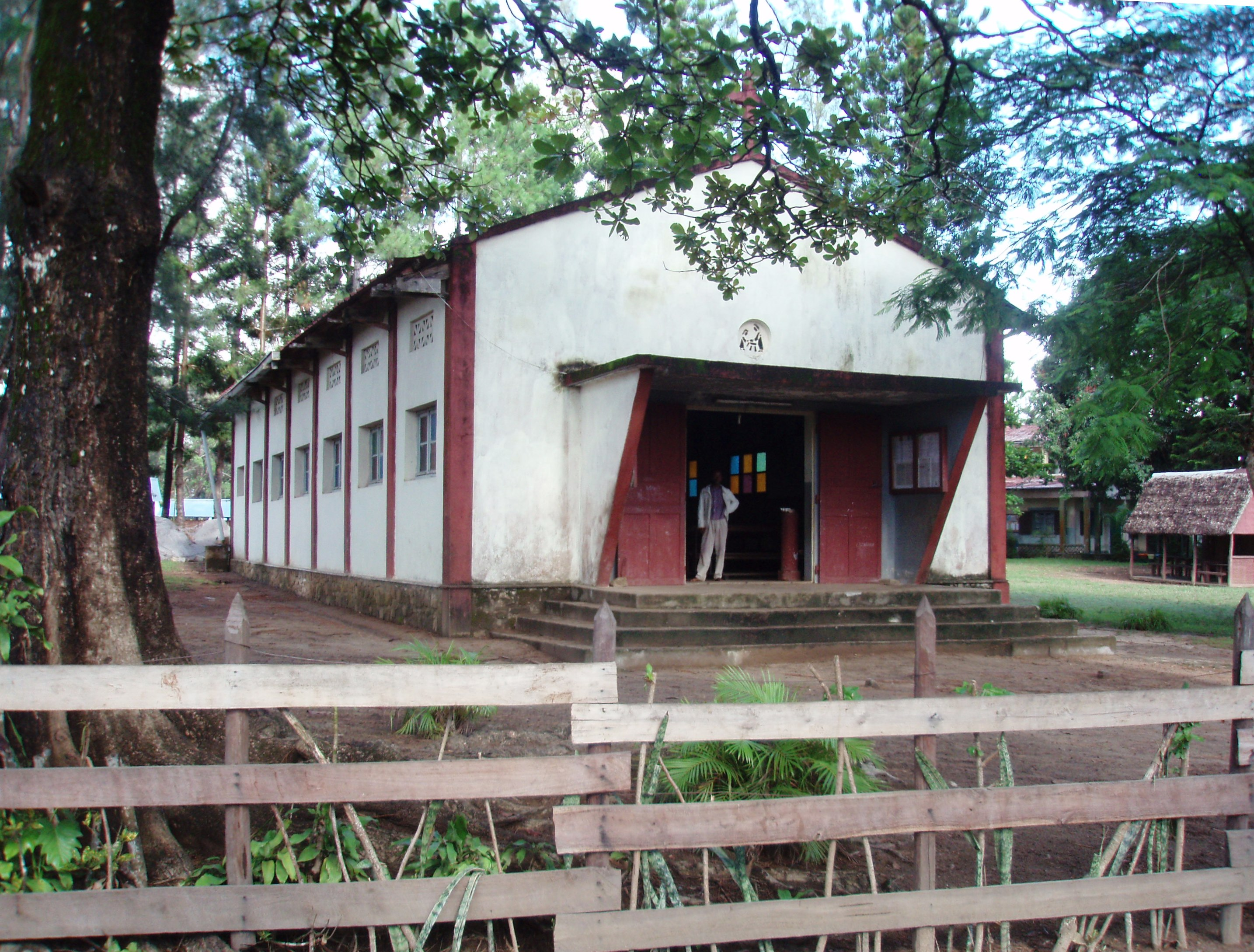
Katholische Kirche
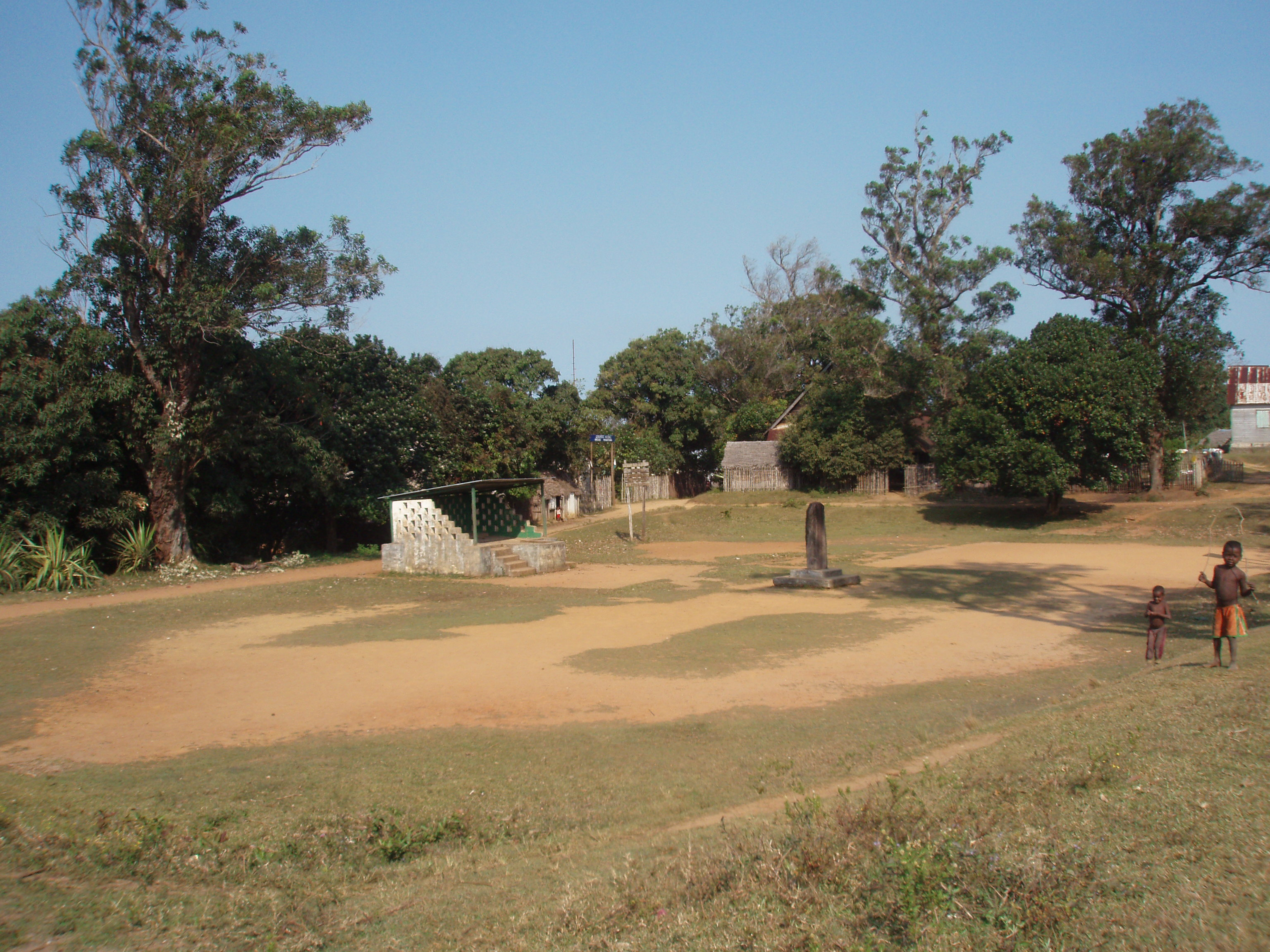
Zentraler Versammlungsplatz mit Gedenkstein zur Unabhängigkeit 1960
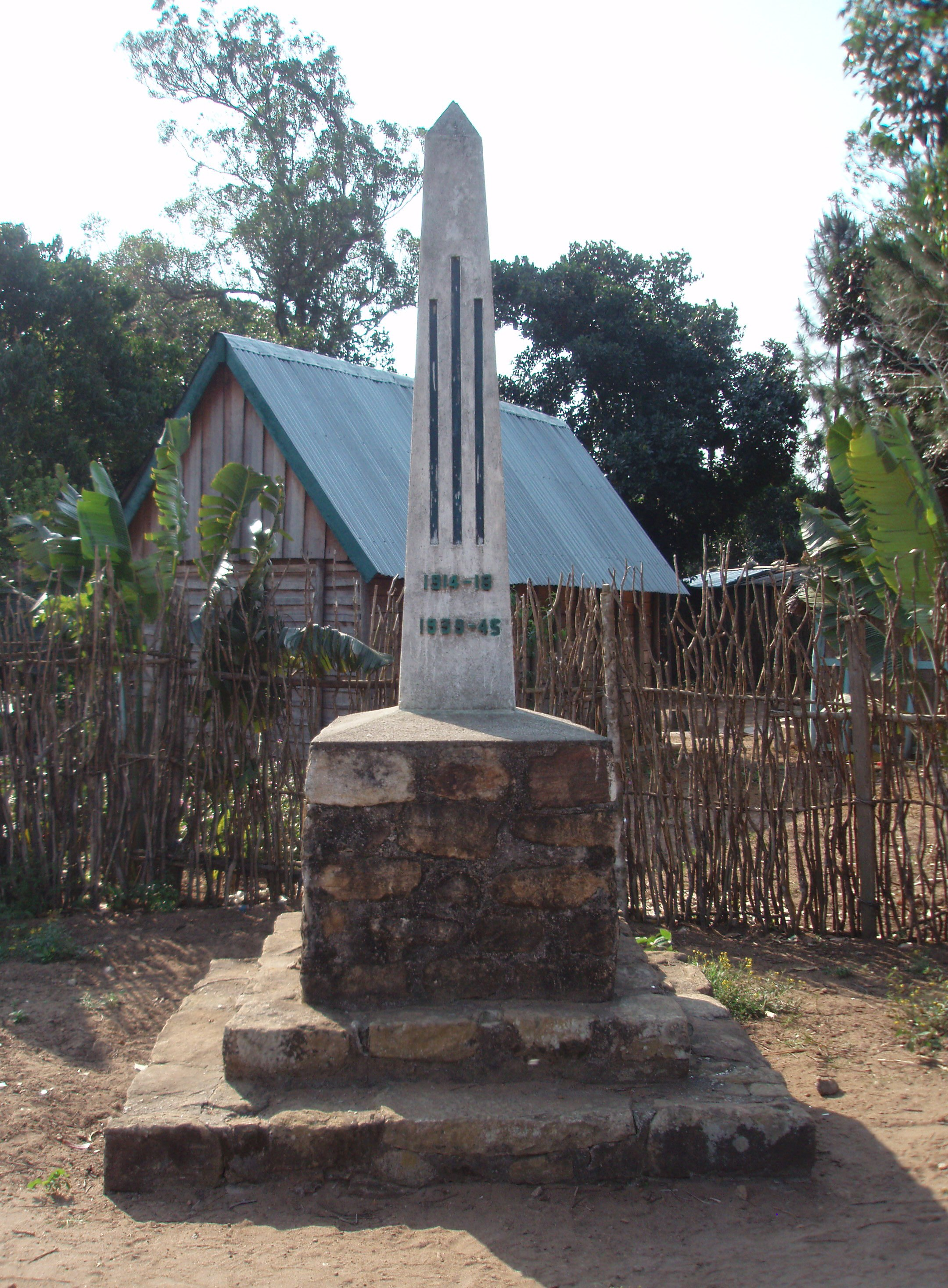
Denkmal für die Gefallenen beider Weltkriege
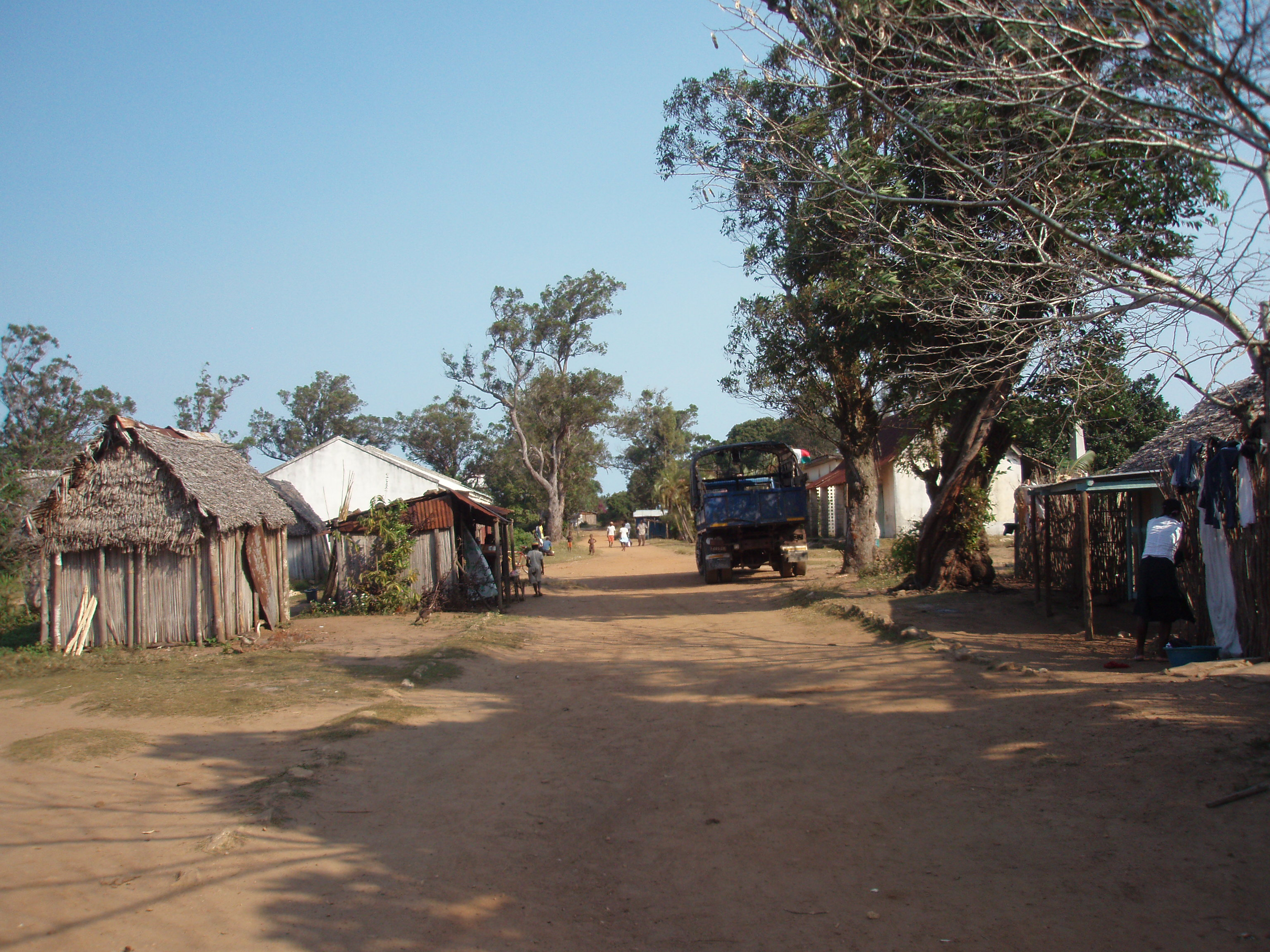
Blick entlang der Hauptstrasse
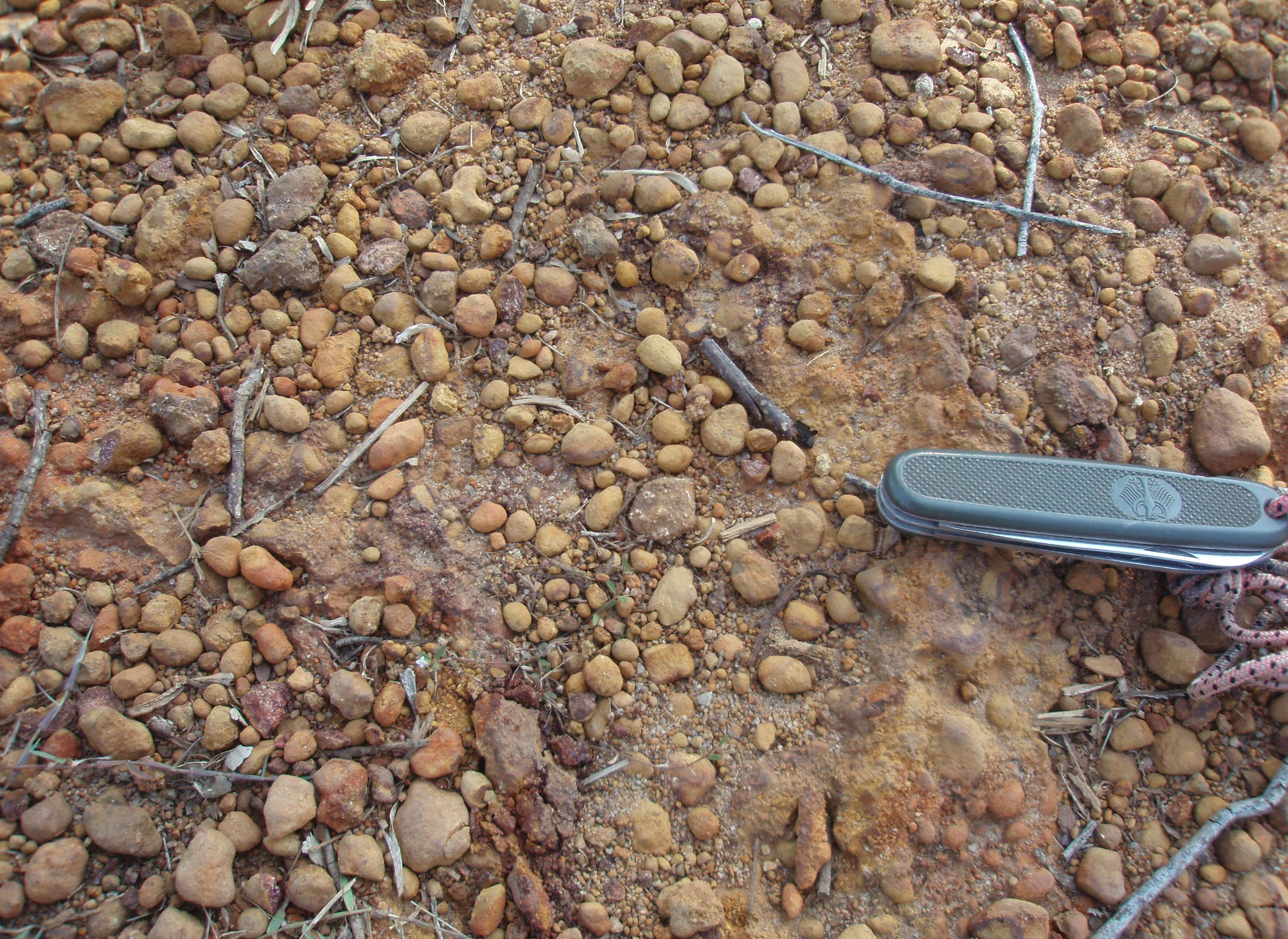
Bauxitvorkommen in der Ortsmitte